# Nuoto ai Giochi della XIV Olimpiade - 200 metri rana femminili
La competizione 200 metri rana femminili di nuoto dei Giochi della XIV Olimpiade si è svolta nei giorni dal 30 luglio al 3 agosto 1948 alla Empire Pool a Londra.

## Risultati

### Batterie
Si sono disputate il 30 luglio. Le prime quattro di ogni serie e le quattro migliori escluse alle semifinali.
| Pos. | Atleta                     | Nazione       | Tempo  |
| ---- | -------------------------- | ------------- | ------ |
| 1    | Nancy Lyons                | Australia     | 3'02"9 |
| 2    | Éva Novák                  | Ungheria      | 3'02"9 |
| 3    | Adriana Elisabeth de Groot | Paesi Bassi   | 3'04"4 |
| 4    | Elizabeth Church           | Gran Bretagna | 3'07"4 |
| 5    | Dorotea Turnbull           | Argentina     | 3'12"2 |
| 6    | Liselotte Kobi             | Svizzera      | 3'16"2 |
| 7    | Jeanne Wilson              | Stati Uniti   | 3'18"3 |
| 8    | Anna Ólafsdóttir           | Islanda       | 3'19"9 |

| Pos. | Atleta                | Nazione       | Tempo  |
| ---- | --------------------- | ------------- | ------ |
| 1    | Éva Székely           | Ungheria      | 3'01"2 |
| 2    | Antonia Johanna Hom   | Paesi Bassi   | 3'06"0 |
| 3    | Yvonne Vandekerckhove | Belgio        | 3'09"0 |
| 4    | Jacqueline Bertrand   | Francia       | 3'10"7 |
| 5    | Jean Caplin           | Gran Bretagna | 3'17"0 |
| 6    | Helga Diederichsen    | Messico       | 3'27"8 |
| 7    | Carol Jane Pence      | Stati Uniti   | 3'28"1 |

| Pos. | Atleta               | Nazione       | Tempo  |
| ---- | -------------------- | ------------- | ------ |
| 1    | Petronella van Vliet | Paesi Bassi   | 2'57"4 |
| 2    | Jytte Hansen         | Danimarca     | 3'09"1 |
| 3    | Margit Leskinen      | Finlandia     | 3'11"4 |
| 4    | Elenor Gordon        | Gran Bretagna | 3'13"3 |
| 5    | Irene Strong         | Canada        | 3'14"2 |
| 6    | Clara LaMore         | Stati Uniti   | 3'23"6 |
| 7    | Þórdís Árnadóttir    | Islanda       | 3'26"1 |

### Semifinali
Si sono disputate il 2 agosto. Le prime tre di ogni serie e le due migliori escluse alla finale.
| Pos. | Atleta                     | Nazione       | Tempo  |
| ---- | -------------------------- | ------------- | ------ |
| 1    | Nancy Lyons                | Australia     | 3'00"9 |
| 2    | Adriana Elisabeth de Groot | Paesi Bassi   | 3'01"4 |
| 3    | Éva Székely                | Ungheria      | 3'02"8 |
| 4    | Yvonne Vandekerckhove      | Belgio        | 3'09"7 |
| 5    | Jacqueline Bertrand        | Francia       | 3'13"1 |
| 6    | Jean Caplin                | Gran Bretagna | 3'14"4 |
| 7    | Dorotea Turnbull           | Argentina     | 3'14"4 |
| 8    | Irene Strong               | Canada        | 3'16"9 |

| Pos. | Atleta               | Nazione       | Tempo  |
| ---- | -------------------- | ------------- | ------ |
| 1    | Petronella van Vliet | Paesi Bassi   | 2'57"0 |
| 2    | Éva Novák            | Ungheria      | 2'58"0 |
| 3    | Jytte Hansen         | Danimarca     | 3'05"5 |
| 4    | Antonia Johanna Hom  | Paesi Bassi   | 3'05"7 |
| 5    | Elizabeth Church     | Gran Bretagna | 3'07"1 |
| 6    | Margit Leskinen      | Finlandia     | 3'10"0 |
| 7    | Liselotte Kobi       | Svizzera      | 3'13"9 |
| 8    | Elenor Gordon        | Gran Bretagna | 3'15"8 |

### Finale
Si è disputata il 3 agosto.
| Pos.    | Atleta                     | Nazione       | Tempo  |
| ------- | -------------------------- | ------------- | ------ |
| Oro     | Petronella van Vliet       | Paesi Bassi   | 2'57"2 |
| Argento | Nancy Lyons                | Australia     | 2'57"7 |
| Bronzo  | Éva Novák                  | Ungheria      | 3'00"2 |
| 4       | Éva Székely                | Ungheria      | 3'02"5 |
| 5       | Adriana Elisabeth de Groot | Paesi Bassi   | 3'06"2 |
| 6       | Elizabeth Church           | Gran Bretagna | 3'06"1 |
| 7       | Antonia Johanna Hom        | Paesi Bassi   | 3'07"5 |
| 8       | Jytte Hansen               | Danimarca     | 3'08"1 |